# Schultüte

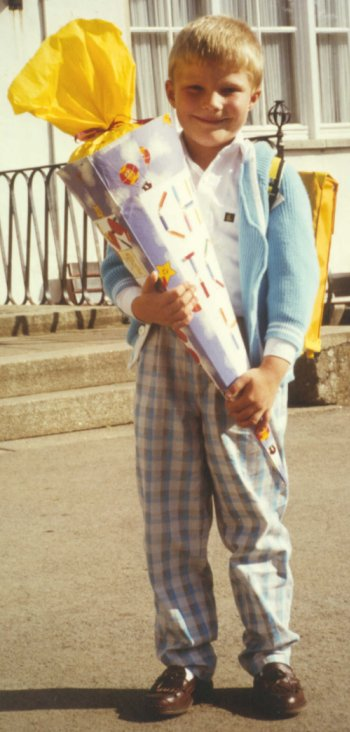
Schultüte

A Schultüte (’iskolatölcsér’) vagy Zuckertüte (’cukorkatölcsér’) édességgel töltött zacskó, olyan ajándék, amit az első osztályos iskolás gyermekek kapnak Németországban az első iskolanapjukon.

## Története
Ez egy régi német hagyomány, eredete az 1810-es évekre tehető. Először Szászországban és Türingiában jelent meg ez a szokás, de hamarosan egész Németországban és Ausztriában elterjedt. A 20. század elején nagyüzemi gyártásának megkezdése Carl August Nestler nevéhez fűződik.  Magyarországon a német nemzetiségi óvodákban ballagáskor ilyen ajándéktölcsért kapnak a kisgyermekek.